# كارمين غاست
كارمين غاست هي لاعبة جمباز بهلوانية ‏ صينية، ولدت في 16 نوفمبر 1994.